# Pietro Boyesen
Pietro Thyge Boyesen, né à Copenhague le 20 mai 1819 et mort à Rome le 26 juin 1882, est un photographe portraitiste danois actif principalement en Italie.

## Collections
- Musée d'Orsay, Paris[1].

## Galerie

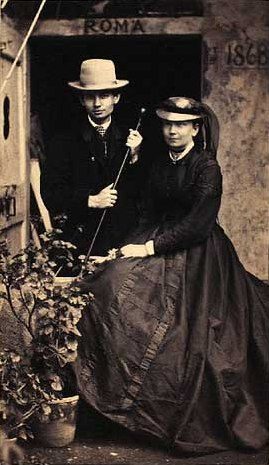
Le peintre danois Johan Friderich Bergsøe, 1868.
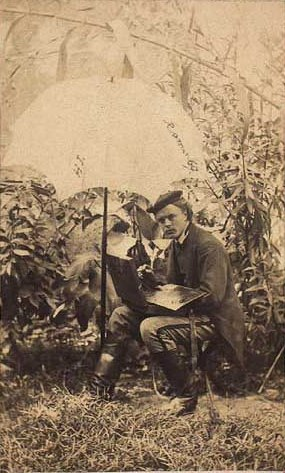
Harald Jerichau (en), 1869.
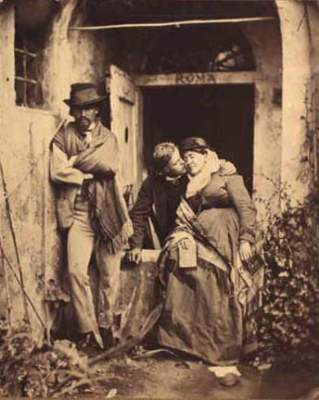
La peintre Elisabeth Jerichau-Baumann, son fils Harald Jerichau et le peintre Pietro Krohn (en).
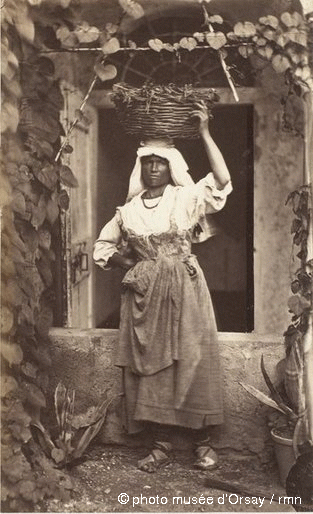
Italienne portant un panier sur la tête.